# 偉鱷獸科
偉鱷獸科（（学名：Titanosuchidae），屬於獸孔目恐頭獸亞目的貘頭獸下目，是一科肉食性或雜食性（可能也有草食性）動物。如同其他貘頭獸類，偉鱷獸科動物有厚頭顱骨，可能用來互相以頭撞擊。牠們出現在二疊紀中期。牠們有大型犬齒，牠們的門齒非常強壯。偉鱷獸科與其他恐頭獸類是近親，例如麝足獸等貘頭獸科。最著名的偉鱷獸科動物包括：姜氏獸與偉鱷獸。如同其他恐頭獸類，牠們在二疊紀-三疊紀滅絕事件中滅絕了。

## 外部連結
- Titanosuchidae at Kheper website. （页面存档备份，存于）